# Факултет по славянски филологии (Софийски университет)
Факултетът по славянски филологии (абревиатура: ФСФ / ФСлФ) на Софийския университет предлага обучение по специалностите българска, руска и славянска филология и балканистика. Също и магистърски програми по лингвистика, литературознание и др. Факултетът разполага с библиотека, компютърна зала и се намира в централното крило на СУ.

## История
Факултетът по славянски филологии (ФСлФ) е връстник на Софийския университет. Когато през 1888 г. се създава Висшият педагогически курс, прераснал през 1889 г. във Висше педагогическо училище, в него се обучават 28 студенти по история и 15 по славянска филология. С развитието на науката, от една страна, и на образователната ни система, от друга, общият Историко-филологически факултет, основан през 1889 г., се разделя на Исторически и Филологически (1950 г.), а от 1953 г. единната специалност Славянска филология се специализира в три самостоятелни специалности – Българска филология, Руска филология и Славянска филология. Факултетът по славянски филологии се обособява като самостоятелно звено на Софийския университет „Св. Климент Охридски” от 1965 г. с тези три специалности. През 1994 г. се създава специалност Балканистика, която да отговори на новите търсения, възникнали под въздействието на променящите се политически реалности и обществените трансформации на Балканите.

## Специалности и програми, предлагани от Факултета
Бакалавърски специалности
- Българска филология
- Руска филология

Магистърски специалности
- Славянска филология
  - Полска филология
  - Сръбска и хърватска филология със специализация по словенски език
  - Чешка филология
  - Украинска филология
  - Словашка филология
- Балканистика

Магистърски програми
- Лингвистика – езикова система и речеви практики
- Литературознание
- Преводач-редактор
- Литература, кино и визуална култура
- Интерпретативна антропология
- Литературата – творческо писане
- Трансгранична българистика
- Старобългаристика
- Компютърна лингвистика. Интернет технологии в хуманитаристиката
- Опазване на българското културно наследство
- Приложна лингвистика – преподаване на български език като чужд
- Образованието по български език и литература в средното училище
- Език. Култура. Превод
- Руска литература, култура и художествен превод

## Декански съвет
- Декан: проф. дфн Амелия Личева
- Заместник-декан учебна дейност – бакалаври и СДК: доц. д-р Ани Бурова
- Заместник-декан учебна дейност – магистри след средно образование, докторанти: доц. д-р Екатерина Търпоманова
- Заместник-декан научна, проектна дейност и акредитационни процедури: проф. дфн Николай Папучиев

## Списък с деканите на Факултета
До 1948 г. деканите се избират за академичната година, започваща на 1 октомври.
Забележка: Таблицата може да се допълва.
| №                                                                                   | Портрет | Име и фамилия                   | Катедра                                                 | Академична длъжност | Научна степен                   | Мандат         | Бележки                                          |
| ----------------------------------------------------------------------------------- | ------- | ------------------------------- | ------------------------------------------------------- | ------------------- | ------------------------------- | -------------- | ------------------------------------------------ |
| Декани на Историко-филологическия факултет на Софийския университет (1888–1950)     |         |                                 |                                                         |                     |                                 |                |                                                  |
| ?                                                                                   |         | Михаил Арнаудов (1878 – 1978)   | „Сравнителна литературна история“                       | професор            | доктор по филология             | 1921 – 1922 г. |                                                  |
| ?                                                                                   |         | Владимир Георгиев (1908 – 1986) | „Общо и сравнително-историческо езикознание“            | професор            | доктор по филология             | 1947 – 1948 г. |                                                  |
| Декани на Филологическия факултет на Софийския университет (1950–1965)              |         |                                 |                                                         |                     |                                 |                |                                                  |
| ?                                                                                   |         | Стойко Стойков (1912 – 1969)    | „Български език“                                        | професор            | доктор по филология             | 1953 – 1954 г. |                                                  |
| ?                                                                                   |         | Стойко Стойков (1912 – 1969)    | „Български език“                                        | професор            | доктор по филология             | 1962 – 1966 г. |                                                  |
| Декани на Факултета по славянски филологии на Софийския университет (1965–настояще) |         |                                 |                                                         |                     |                                 |                |                                                  |
| ?                                                                                   |         | Светомир Иванчев (1920 – 1991)  | „Славянско езикознание“                                 | доцент              | доктор по филология             | 1966 – 1970 г. |                                                  |
| ?                                                                                   |         | Куйо Куев (1909 – 1991)         | „Българска литература“                                  | професор            | доктор по филология             | 1972 – 1976 г. |                                                  |
| ?                                                                                   |         | Иван Дуриданов (1920 – 2005)    | „Общо, индоевропейско и балканско езикознание“          | професор            | доктор по филология             | 1976 – 1978 г. |                                                  |
| ?                                                                                   |         | Мария Герджикова (1941 –)       | „Методика на обучението по български език и литература“ | професор            | доктор на педагогическите науки | ?              |                                                  |
| ?                                                                                   |         | Боян Биолчев (1942 –)           | „Славянски литератури“                                  | професор            | доктор на филологическите науки | 1995 – 1999 г. | През 1999 г. е избран за ректор на университета. |
| ?                                                                                   |         | Валери Стефанов (1958 –)        | „Българска литература“                                  | професор            | доктор на филологическите науки | 1999 – 2007 г. | Два мандата                                      |
| ?                                                                                   |         | Панайот Карагьозов (1952 –)     | „Славянски литератури“                                  | професор            | доктор на филологическите науки | 2007 – 2015 г. | Два мандата                                      |
| ?                                                                                   |         | Бойко Пенчев (1968 –)           | „Българска литература“                                  | доцент              | доктор на филологическите науки | 2015 – 2023 г. | Два мандата                                      |
| ?                                                                                   |         | Амелия Личева (1968 –)          | „Теория на литературата“                                | професор            | доктор на филологическите науки | 2023 –         |                                                  |

## Катедри
- Български език (1893)[5]
- Българска литература (1888)
- Общо, индоевропейско и балканско езикознание (1921)
- Теория на литературата (1894)
- Кирилометодиевистика (1980)
- Славянско езикознание (1953)
- Славянски литератури (1953)
- Руски език (1946)
- Руска литература (1946)
- Методика на обучението по български език и литература (1955)
- Български език като чужд (1986)

## Преподаватели
Преподавателите във ФСлФ са изтъкнати учени в българските лингвистична и литературоведска школи.

### Настоящи хабилитирани преподаватели
Лингвисти
- проф. д-р Алла Градинарова
- проф. дфн Ангел Ангелов
- проф. д-р Андрей Бояджиев
- проф. д-р Владимир Жобов
- проф. д-р Гергана Дачева
- проф. дфн Искра Христова-Шомова
- проф. д-р Йовка Тишева
- проф. дфн Красимира Алексова
- проф. д-р Маргарет Димитрова
- проф. д-р Мирена Пацева-Момова
- проф. д-р Надежда Михайлова-Сталянова
- проф. дфн Найда Иванова
- проф. д-р Петя Осенова
- проф. д-р Ростислав Станков
- проф. д-р Силвия Петкова
- проф. д-р Татяна Алексиева
- доц. д-р Албена Мирчева
- доц. д-р Албена Стаменова
- доц. д-р Анета Димитрова
- доц. д-р Атанас Атанасов
- доц. д-р Биляна Михайлова
- доц. д-р Величко Панайотов
- доц. д-р Венера Матеева-Байчева
- доц. д-р Владислав Миланов
- доц. д-р Димка Савова
- доц. д-р Екатерина Търпоманова
- доц. д-р Марина Джонова
- доц. д-р Мая Александрова
- доц. д-р Радост Железарова
- доц. д-р Русана Бейлери
- доц. д-р Силвия Петкова
- доц. д-р Стефка Фетваджиева
- доц. д-р Стилиян Стойчев
- доц. д-р Събка Богданова
- доц. д-р Цветана Ралева
- доц. д-р Цветанка Аврамова
- доц. д-р Ценка Досева
- доц. д-р Яна Сивилова

Литературоведи
- проф. дфн Амелия Личева
- проф. д-р Ангелина Вачева
- проф. дфн Валери Стефанов
- проф. д-р Иван Иванов
- проф. дфн Людмил Димитров
- проф. д-р Миглена Николчина
- проф. дфн Милена Кирова
- проф. дфн Николай Папучиев
- проф. дфн Николай Чернокожев
- проф. дфн Панайот Карагьозов
- проф. д-р Ренета Божанкова
- проф. д-р Тодор Христов
- доц. д-р Ани Бурова
- доц. дфн Бойко Пенчев
- доц. д-р Дарин Тенев
- доц. д-р Диана Атанасова-Пенчева
- доц. д-р Димитър Камбуров
- доц. д-р Добромир Григоров
- доц. д-р Ина Христова
- доц. д-р Ирен Александрова
- доц. д-р Калин Михайлов
- доц. д-р Камелия Спасова
- доц. д-р Майя Станилова-Йонова
- доц. д-р Мария Калинова
- доц. д-р Надежда Александрова
- доц. д-р Надежда Стоянова
- доц. д-р Ноеми Стоичкова
- доц. д-р Огнян Ковачев

Методисти
- проф. дпн Адриана Симеонова-Дамянова
- проф. д-р Ангел Петров
- доц. д-р Антония Радкова
- доц. д-р Деспина Василева
- доц. д-р Наталия Христова

### Преподаватели от предходни години, включително от създаването на университета през 1888 г.
- акад. проф. Александър Теодоров-Балан (първият ректор на СУ)
- проф. дн Андреана Ефтимова (понастоящем във Факултета по журналистика и масова комуникация на СУ)[6][7]
- проф. дфн Анна-Мария Тотоманова
- доц. д-р Ани Илков
- доц. д-р Анна Липовска
- проф. д-р Божидар Кунчев
- проф. дфн Боян Биолчев
- проф. дфн Боян Вълчев
- проф. Боян Пенев
- проф. д-р Валентин Гешев
- проф. дфн Василка Радева
- проф. дфн Венче Попова
- проф. д-р Владимир Атанасов
- проф. Георги Веселинов
- доц. Георги Герджиков
- проф. д-р Дина Станишева
- проф. дфн Донка Петканова
- проф. д-р Живко Бояджиев
- проф. дфн Здравко Чолаков
- проф. д-р Иван Буюклиев
- акад. проф. Иван Дуриданов
- проф. Иван Леков
- проф. д-р Иван Павлов
- акад. проф. Иван Шишманов
- проф. дфн Искра Ликоманова
- доц. д-р Йорданка Холевич
- проф. дфн Калина Бахнева
- доц. д-р Катя Станева
- проф. д-р Кирил Димчев
- проф. д-р Кирил Топалов
- проф. дфн Климентина Иванова
- проф. Любомир Андрейчин
- проф. дфн Маргарита Младенова
- проф. дпн Мария Герджикова
- доц. дфн Мая Байрамова
- проф. дфн Мая Велева
- чл.-кор. проф. дфн Милена Цанева
- проф. Мирослав Янакиев
- акад. проф. Михаил Арнаудов
- акад. проф. дфн Михаил Виденов
- проф. д-р Никола Георгиев
- проф. д-р Паулина Стойчева
- доц. д-р Пенка Баракова
- доц. д-р Пенка Илиева-Балтова
- проф. дфн Петко Троев
- проф. дфн Петя Асенова
- проф. дфн Петър Пашов
- доц. д-р Росица Димчева
- доц. д-р Румяна Евтимова
- проф. дфн Руселина Ницолова
- проф. дфн Светомир Иванчев
- проф. дфн Симеон Хаджикосев
- проф. Стойко Стойков
- чл.-кор. проф. дфн Тодор Бояджиев
- проф. д-р Татяна Ангелова
- проф. дфн Татяна Славова
- проф. д-р Христо Първев
- проф. д-р Цветан Йотов
- доц. д-р Цветанка Хубенова
- проф. дфн Юлияна Стоянова